# Глинде
Глинде (нем. Glinde) — город в Германии, в земле Шлезвиг-Гольштейн.
Входит в состав района Штормарн. Население составляет 16 718 человек (на 31 декабря 2010 года). Занимает площадь 11,22 км². Официальный код — 01 0 62 018.